# جامعة سنجور
الجامعة الدولية الناطقة بالفرنسية للتنمية الإفريقية أو جامعة سنجور (بالفرنسية Université Senghor) جامعة خاصة، أنشأت بقرار رئيس جمهورية مصر العربية رقم 272 في مايو 1989 وذلك بموجب اتفاقية بين المنظمة الدولية للناطقين بالفرنسية والحكومة المصرية، وافتتحت رسمياً في أكتوبر 1990، أنشأت الجامعة لخدمة قضايا التنمية في قارة أفريقيا، وتقوم بدور في تدريب الكوادر الإفريقية المنوط بها النهوض بدول القارة المختلفة، سُميت بهذا الاسم نسبة إلى الأديب والرئيس السنغالي الأسبق ليوبولد سنغور.
يقع مقرها الرئيسي المؤقت بمبنى قصر القطن بمنطقة المنشية بمدينة الإسكندرية، ويجرى العمل حالياً على إنشاء المقر الرئيسي الدائم لها بمدينة برج العرب الجديدة، ولها أيضاً عشرة فروع أخرى في أفريقيا وأوروبا، تمنح الجامعة درجة الماجستير في التنمية في مجالات الصحة، البيئة، الثقافة، الإدارة، التعليم والإدارة، وتتبع الجامعة نظام بولونيا الأوروبي المعتمد من الاتحاد الأوروبي، وتستقبل الجامعة حاليًا حوالي 200 طالب سنوياً، وبلغ عدد خريجي الجامعة منذ نشأتها وحتى سبتمبر 2021 2043 طالباً.

## التاريخ
تعود فكرة إنشاء جامعة دولية فرانكوفونية إلى أوائل السبعينات عندما قررت وكالة التعاون الثقافي والتقني سابقاً - المنظمة الدولية للفرانكوفونية حالياً - عمل دراسة أولية لإنشاء رابطة الجامعات الفرنسية، وكان الهدف من إنشاء الرابطة هو أن تصبح نواة لإنشاء جامعة مستقلة تهدف إلى تطوير العلوم، حوار الثقافات، وحماية القيم الأفريقية، وفي مايو 1989 عُقد مؤتمر قمة رؤساء دول وحكومات البلدان الناطقة بالفرنسية في مدينة داكار عاصمة السنغال، وتم خلاله عرض مشروع إنشاء جامعة الفرنكوفونية للتنمية الأفريقية واعتمد المشروع في نهاية المؤتمر.
تم الاتفاق على تسمية الجامعة باسم «الجامعة الدولية الناطقة بالفرنسية للتنمية الإفريقية» أو «جامعة سنجور» نسبة إلى أحد مروجي الفرانكفونية الرئيس السنغالي الأسبق ليوبولد سنغور، وأن يكون مقرها الرئيسي في مصر، بعد ذلك تم توقيع اتفاقية إنشاء الجامعة بين المنظمة الدولية للناطقين بالفرنسية والحكومة المصرية، وفي نفس الشهر صدر قرار رئيس جمهورية مصر العربية رقم 272 لسنة 1989 بإنشاء الجامعة واختيار مدينة الإسكندرية مقراً لها. وفي أكتوبر 1990 تم افتتاح الجامعة بشكل رسمي، وتم تعيين ألبرت لوردي رئيساً للجامعة، وبدأت الدراسة في قسمين فقط هما الإدارة، والصحة، ثم افتتح قسم البيئة سنة 1991، ثم قسم الثقافة سنة 1993، وإدارة المخاطر العالمية والأزمات سنة 2000.
كانت الجامعة تستقبل منذ إنشائها 50 طالب فقط سنوياً، وذلك حتى سنة 2003 عندما ارتفع عدد الطلاب الذين تستقبلهم الجامعة إلى 100 طالب، ثم إلى 150 طالب سنة 2009، ثم 200 طالب سنوياً سنة 2013، وفي 21 يونيو 2016 تم تعيين تيري فاردال رئيسًا للجامعة ثم مديراً لها، وفي وقت لاحق تم تعيين هاني هلال رئيساً للجامعة، وفي 3 ديسمبر 2021 تم وضع حجر الأساس للمقر الجديد والدائم للجامعة بمدينة برج العرب الجديدة بمحافظة الإسكندرية على مساحة 10 فدان بمنطقة المحور المركزي، وسيتكون المقر الجديد من المبنى الأكاديمي والتوسعات المستقبلية له، مبان لإسكان الطلاب وهيئة التدريس، مبان للأنشطة الرياضية، المكتبة، فضلا عن المبنى المخصص لإدارة الجامعة.

## الأهداف
أنشأت جامعة سنجور لتحقيق عدة أهداف أهمها:
- استعادة الوحدة الأساسية للعلوم من جهة وحوار الثقافات وحماية الأصالة والقيم الأفريقية.
- المساهمة في خدمة قضايا التنمية المستدامة في قارة أفريقيا.
- تدريب الكوادر الأفريقية في مجالات التنقل الحضري المستدام والاقتصاد الأزرق.
- دمج هدف التنمية المستدامة في مجالات الثقافة، البيئة، الإدارة، والصحة.
- تصميم ونشر السياسات العامة حول السلام والأمن في إفريقيا وزيادة نشر الوعي حول المساواة بين النساء والرجال.

## الفروع
ضمت جامعة سنجور حتى سنة 2023 عشرة فروع خارج مصر في أفريقيا وأوروبا وهي:
| الفرع        | تاريخ التأسيس | الفرع       | تاريخ التأسيس |
| ------------ | ------------- | ----------- | ------------- |
| بوركينا فاسو | 2011          | فرنسا       | 2011          |
| جيبوتي       | 2012          | ساحل العـاج | 2013          |
| المغرب       | 2013          | المجر       | 2014          |
| توغو         | 2015          | السنغال     | 2015          |
| بنين         | 2016          | غينيا       | 2017          |

## معرض الصور

المقر الجديد (أبريل 2024)
المقر الجديد (أبريل 2024)
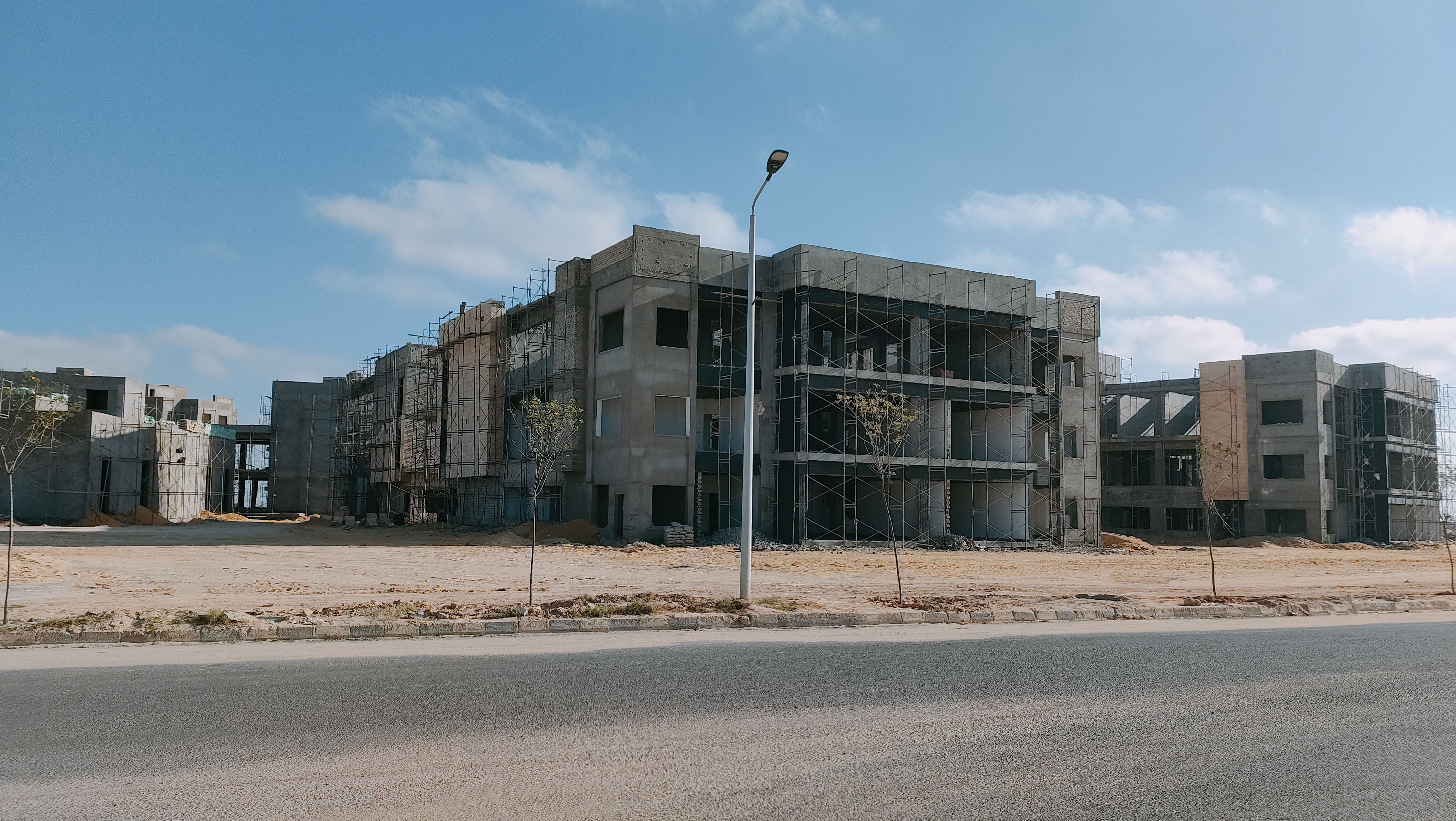
المقر الجديد (مارس 2023)
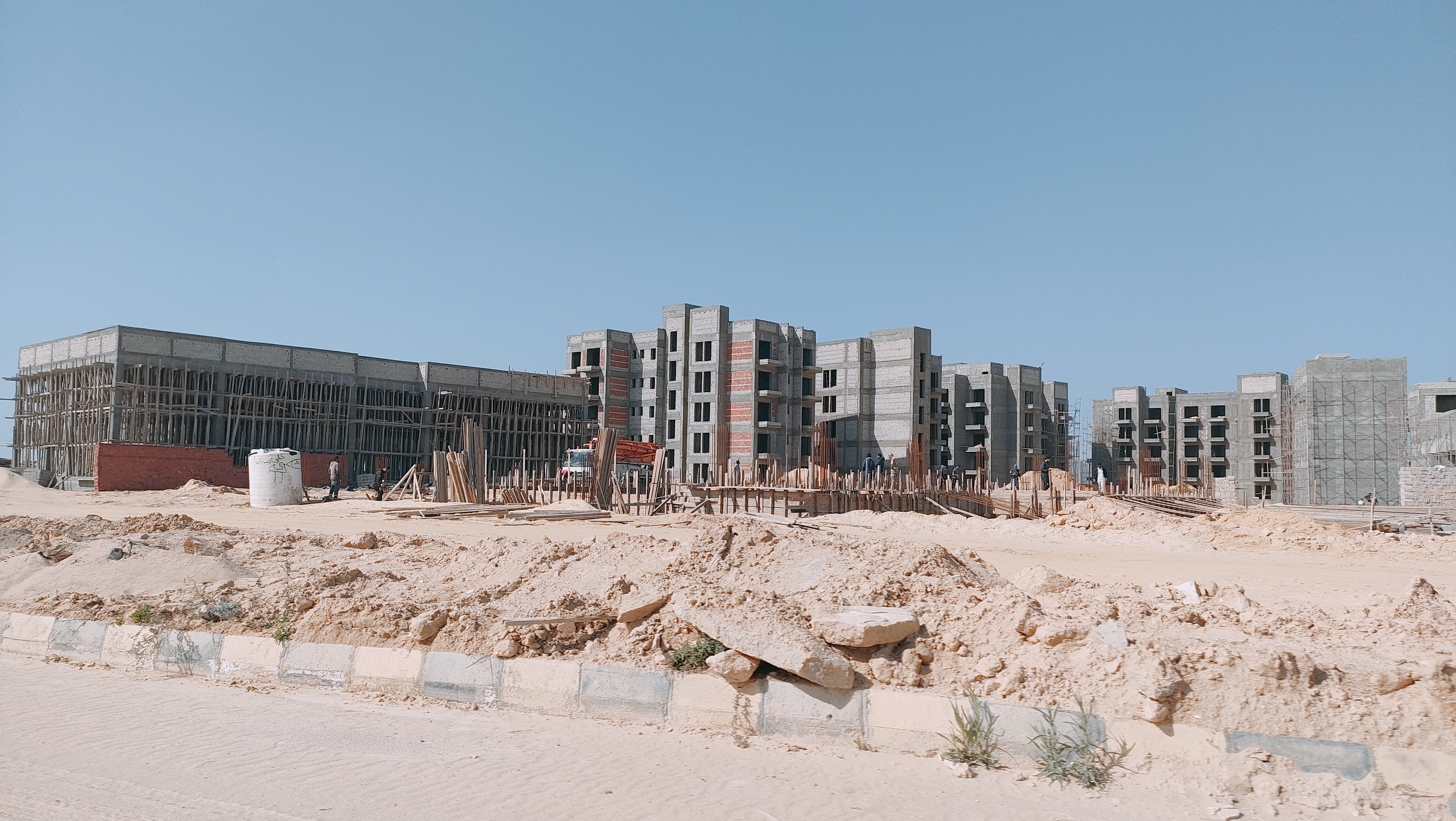
المقر الجديد (مارس 2023)
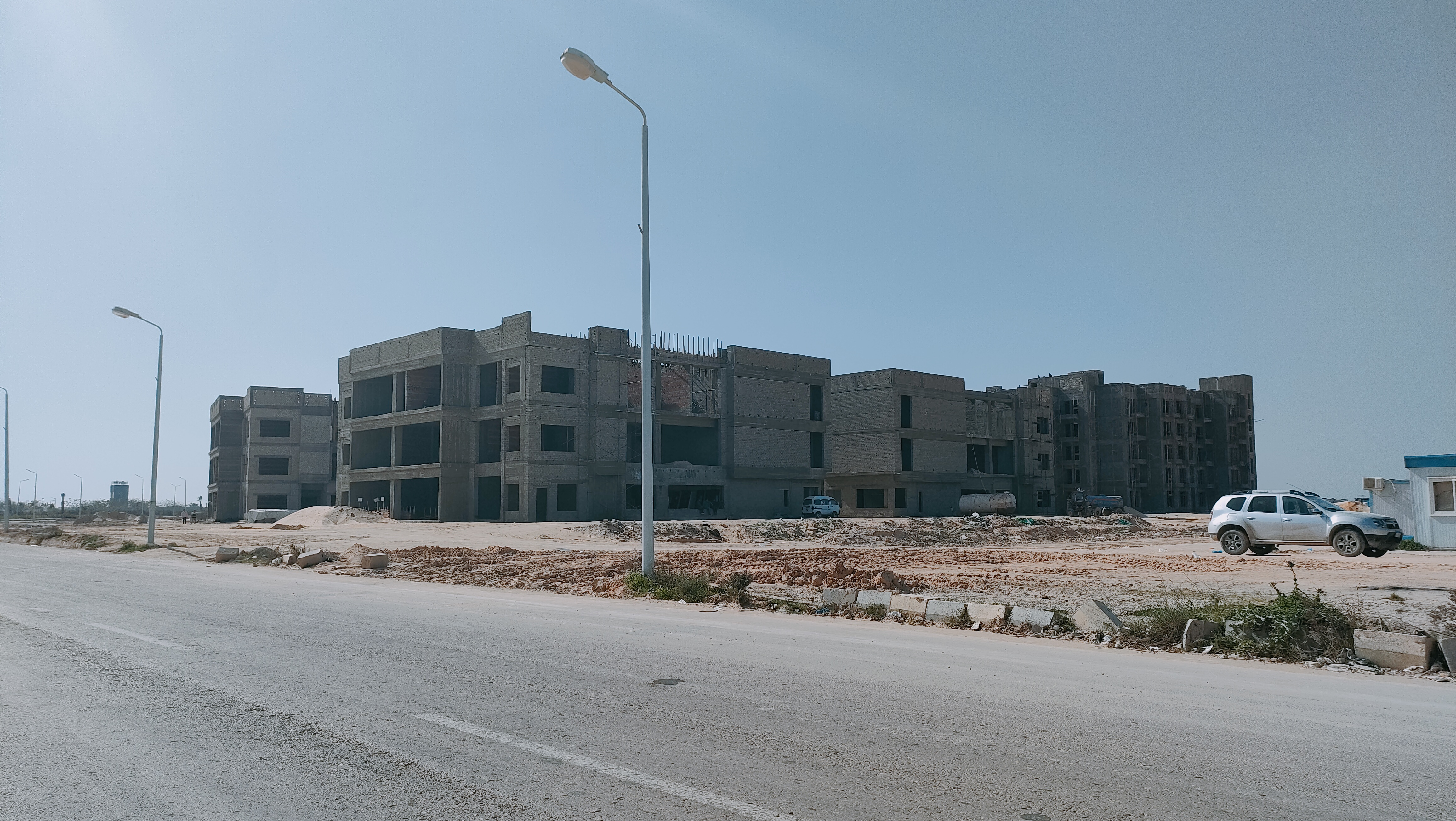
المقر الجديد (مارس 2023)
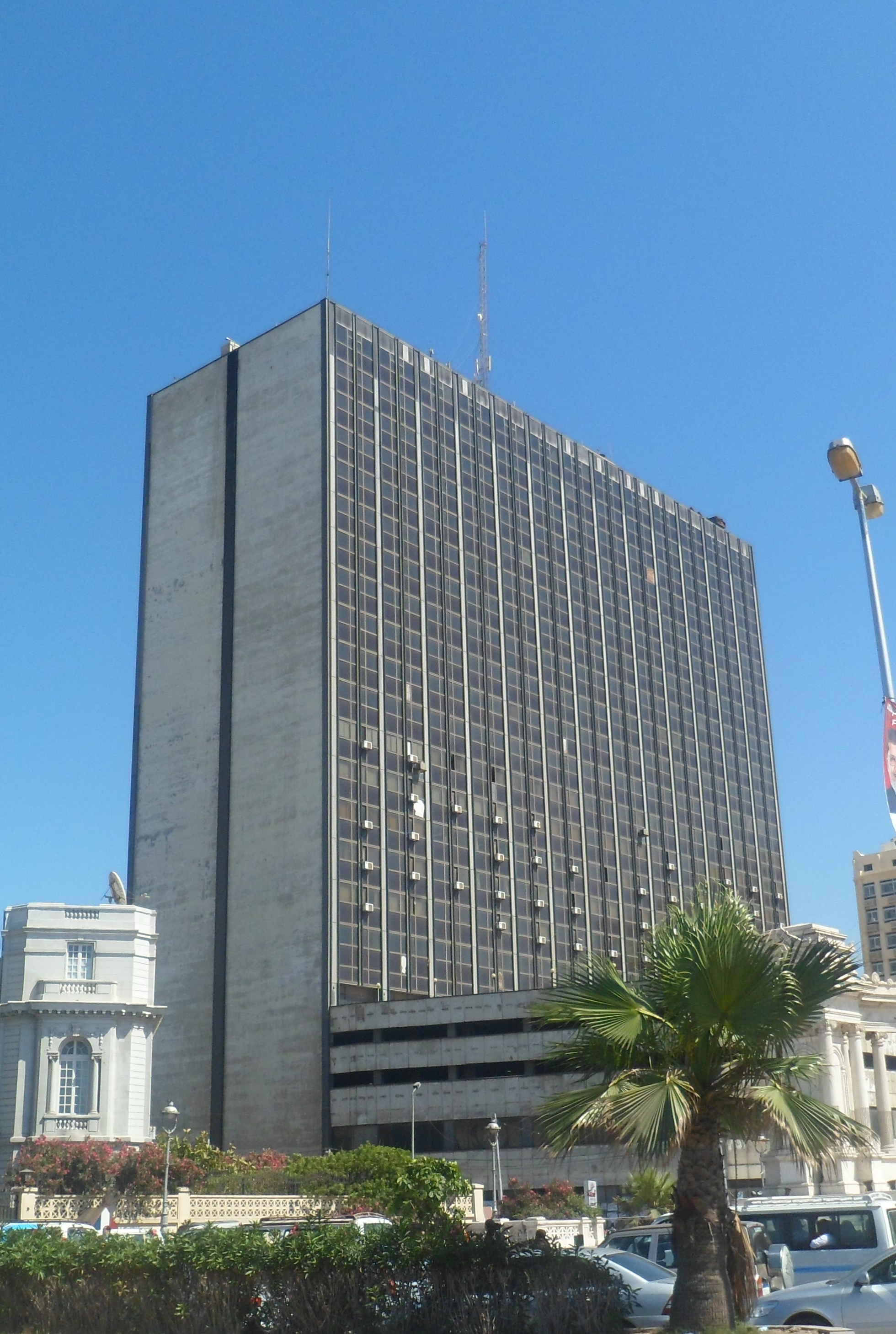
قصر القطن بالإسكندرية حيث المقر المؤقت للجامعة
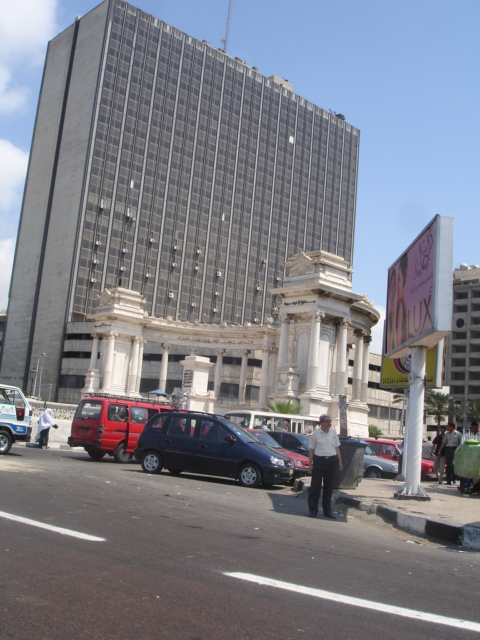
المقر المؤقت للجامعة

## وصلات خارجية
- الموقع الرسمي لجامعة سنجور
- الصفحة الرسمية للجامعة على موقع فيس بوك